# Hochhauzárové z Hochhazu
Hochhauzárové z Hochhazu (též Hochhauserové z Hochhausu) je jméno vladycké rodiny pocházející z města Mostu.
První známý předek Hanuš Hochhauzár z Hochhauzu byl měšťanem města Mostu a koupil roku 1439 ves Kopisty, které po něm zdědil jeho syn Melichar. Ten postoupil svůj majetek u Mostu v roce 1462 knížatům z Minsterberka. Jeho manželkou byla Marta ze Semtěše. Od něj byla rodina ve vladyckém stavu a rozdělila se na dvě větve.

## Rozrod
Bratři Mikuláš a Zikmund založili dvě větve.

### Eisenberská větev
Mikuláš Hochhauzár z Hochhauz zdědil v roce 1513 po svém švagrovi Zikmundu Smolíkovi ze Slavic zámek Jezeří (Eisenberg) i s panstvím. Prodal Kopisty a zemřel po roce 1561. Jeho manželka byla Anna z Rechenberka.
Jeho synové Jiří a Petr si majetek po otci kolem roku 1565 rozdělili tak, že Jiří dostal část u Albrechtic, na níž založil tvrz Alberk a Petr dostal zámek Jezeří. Jiří dostal také Truzenice, roku 1582 koupil Velemyšleves, v roce 1597 od synovce Jezeří a roku 1602 Hrušovany. Jeho manželka byla Mandalena Trmická z Miliny. Měli syna Jana Mikuláše, který koupil ještě za otcova života ves Hliňany a roku 1610 Habrovany. Za účast na stavovském povstání byl v roce 1623 odsouzen ke konfiskaci dvou třetin jmění. Přišel o Jezeří, Hliňany, Velemyšleves a Hrušovany a jeho dětem Jiřímu, Bernartovi, Janu, Mikulášovi, Anně a Evě bylo poukázáno něco málo peněz, o něž Jiří s Bernartem přišli, když se roku 1631 spolu se Sasy vrátili z Pirny zase do Čech na Jezeří. Ostatních věcí se domáhali roku [1657 Jan Petr a jeho čtyři sestry.
Petr, syn Mikuláše a bratr Jiřího, zanechal syny Kryštofa, Mikuláše a Václava a dcery Kateřinu a Annu Marii. Mikuláš získal hrad Jezeří v roce 1588, ale potom jej prodal a táhl do Uher, kde v roce 1596 zahynul. Jeho bratr Václav byl majitelem Moravěvsi a v roce 1597 koupil Voděrady. Zemřel v roce 1602, jeho manželkou byla Marie ze Solhauzu. Jeho syn Jan Václav, který měl v roce 1600 Hořany, pak prodal Voděrady Anně Hruškové z Hochhauzu a zemřel bez dědiců. Jeho statek Hořany zanechal své tetě Kateřině v roce 1623.

### Pšovlcká větev
Zikmund pravděpodobně Mikulášův bratr měl syna Václava, jenž koupil v roce 1545 Pšovlky. Měl syny Václava, Bernarta a Jiřího, z nichž Jiří se v roce 1578 oddělil peněžním podílem.
Václav koupil v roce 1577 Bernartův díl, držel Pšovlky a v roce 1589 koupil Senomaty. Jeho manželka byla Anna z Krásného Dvoru. Jeho dcera Johanka († 1620) prodala v letech 1612–1613 oba statky. Její manžel byl Vilém Vilém Jindřich Bezdružický z Kolovrat (1589–1642).
Bernart koupil v roce 1581 Baštěk a měl syny Jana Václava, Jindřicha, Štěpána Jiřího a dcery Magdalénu a Lidmilu. Zemřel v roce 1611. Jeho manželkou byla Anna Marie Střelová z Rokyc.
Jan Václav se účastnil stavovského povstání a když v roce 1620 emigroval, byl mu zabrán statek Baštěk. Jindřich, jenž byl ještě v roce 1620 nezletilý, se marně domáhal toho,aby mu byl statek Baštěk vrácen. Bydlel v letech 1639–1659 v Týnské osadě na Starém Městě Pražském a zdědil s bratrem roku 1652 po své matce Podmokly. Bratr Gedeon snad jeho syn bojoval ve třicetileté válce a s manželkou Kateřinou ovdovělou Dobřenskou (1668) vyženil nějaké jmění. Zemřel v roce 1694 jako poslední z tohoto rodu.

## Erb
Rodový erb tvořil štít se třemi krokvemi nad sebou a jako klenot půl muže s palicí.